# Micrargus nibeoventris
Micrargus nibeoventris är en spindelart som först beskrevs av Komatsu 1942.  Micrargus nibeoventris ingår i släktet Micrargus och familjen täckvävarspindlar. Inga underarter finns listade i Catalogue of Life.